# Мессьє 14
Кулясте скупчення M14 (також відоме як M 14 та NGC 6402) — кулясте зоряне скупчення в сузір'ї Змієносця.

## Історія відкриття
Було відкрито Шарлем Мессьє 1 червня 1764.

## Цікаві характеристики
Розташоване на відстані 30 300 світлових років, М14 містить кілька сот тисяч зірок. Загальна світність M14 в 400 тисяч разів більше сонячної, що відповідає абсолютній зоряній величині −9,12  m . M14 простягається на 100 світлових років у поперечнику.
У скупченні відомо близько 70 змінних зірок, багато з яких належать класу W Діви, типовому для кулястих скупчень. У 1938 в скупченні з'явилася нова зірка, хоча вона не була помічена до 1964 коли фотографічні пластинки того часу були вивчені. За оцінками нова досягла в максимумі +9,2 зоряної величини, що в 5 разів яскравіше найяскравішою «нормальної» зірки скупчення.

## Спостереження

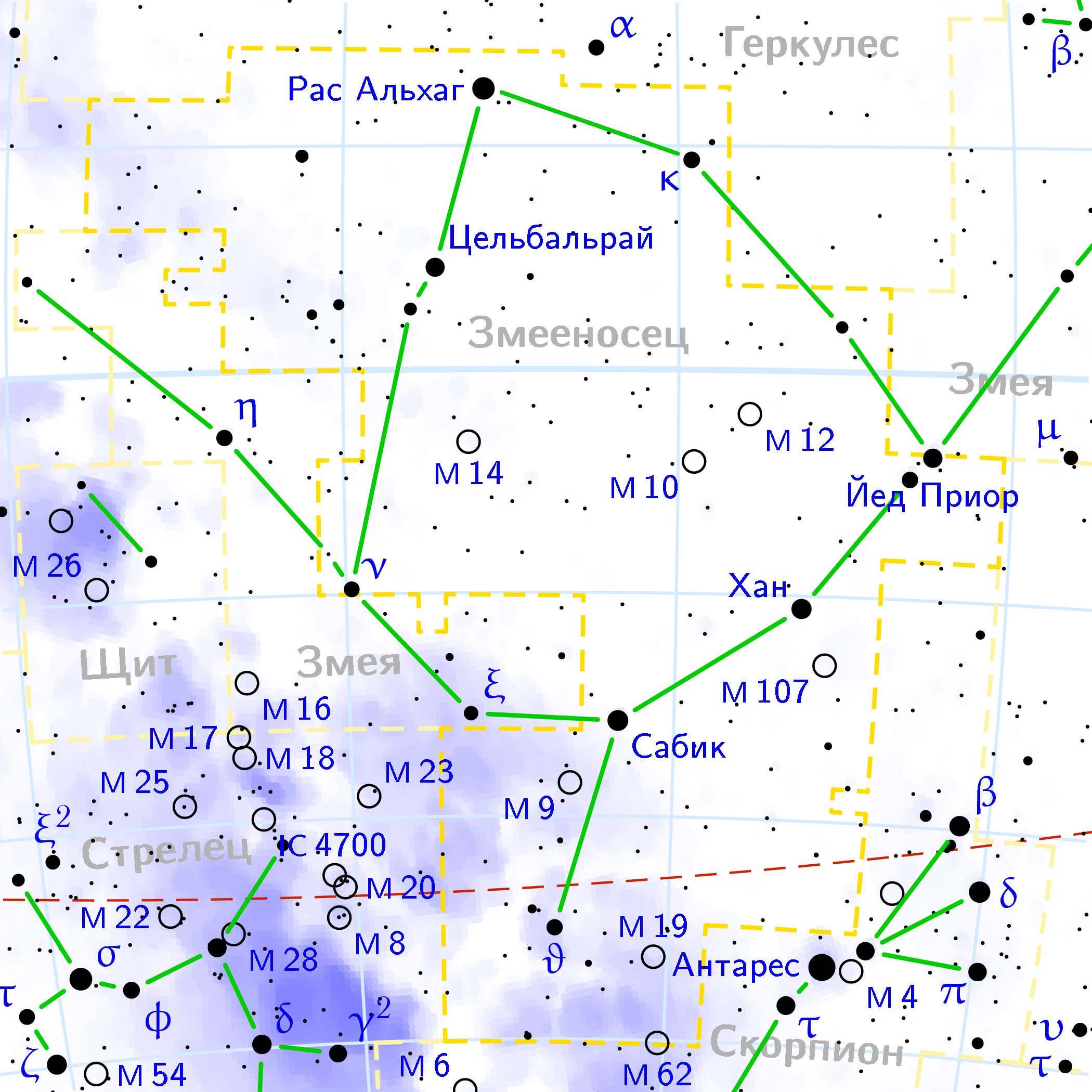
М14 в сузір'ї Змієносця

Це кулясте скупчення лежить в частині річного сузір'я Змієносець бідного орієнтирами і розшукати об'єкт, навіть за допомогою хорошого бінокля або шукача телескопа — непросте завдання. М14 розташована трохи південніше середини відрізка що з'єднує ν і σ Змієносця. У бінокль скупчення ледь помітно. Скупчення розділяється на зірки по периферії тільки в телескоп з апертурою від 200 мм.
Приблизно в 3 ° до південно-захід від M14 (поряд із зіркою 4,5 m) розташовано дуже тьмяне кулясте скупчення NGC 6366.

## Зображення

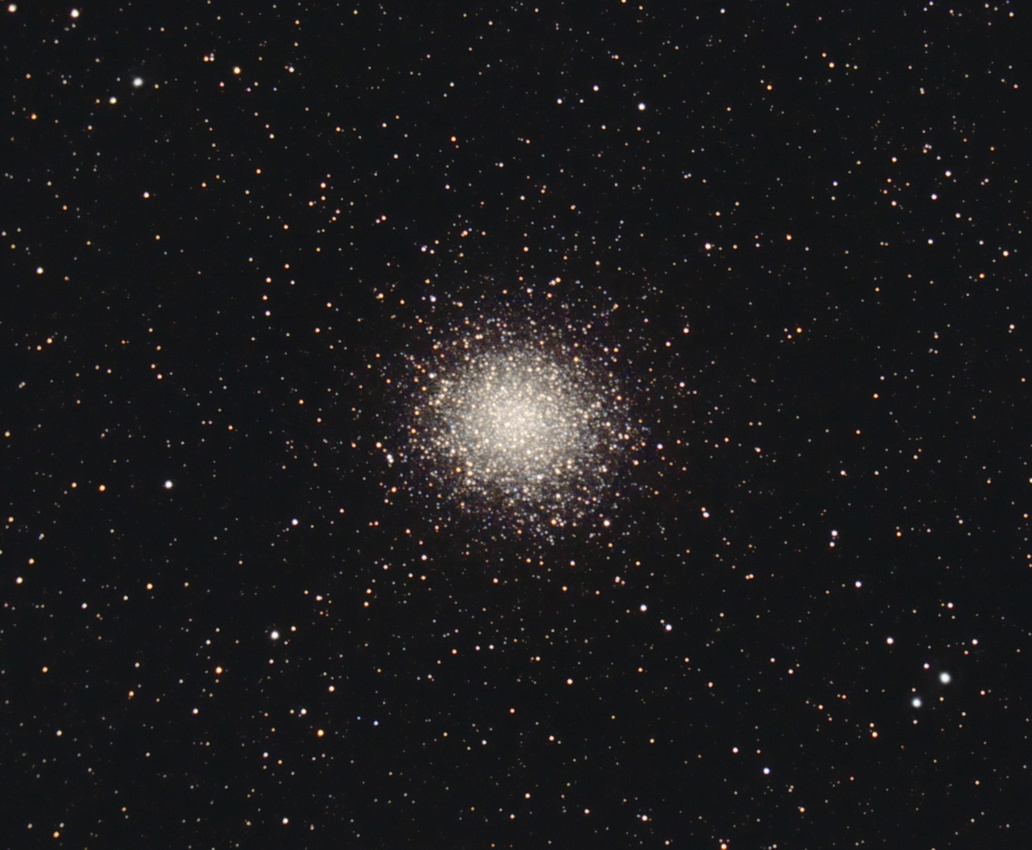
Mr 14 у телескоп

### Сусіди по небу з каталогу Мессьє
- M10 і M12 — (на захід — ближче до центру Змієносця) пара досить яскравих і різних скупчень;
- M9 — (на південній околиці Змієносця) менш концентроване і не таке багате;
- M11 — (на сході, в Щиті) одне з найкрасивіших розсіяних скупчень літнього неба.

### Послідовність спостереження в «Марафоні Мессьє»
… М4 → М29 →М14 → М9 → М71 …

## Навігатори
Координати:  17г 37м 36.15с, −03° 14′ 45.3″